# Супердимензионална коњица: Јужни крст
Супердимензионална коњица: Јужни крст (超時空騎団サザンクロス Chōjikū Kidan Sazan Kurosu) ' је била трећа јапанска аниме серија издана под префиксом „Супердимензионални“. Издавач је био компанија Биг Вест. Позната је и под енглеским именом The Super Dimension Cavalry Southern Cross. Ова научнофантастична мека серија из 1984. је следила Супердимензионалну тврђаву Макрос (1982—1983) коју је замислио Студио Нуе и продуцирао Тацуноко и Супердимензионални Век Оргус, који је такође створио Студио Нуе са Артландом и коју је продуцирао Токио Муви Шинша. За разлику од остале две серије, Јужни крст је замислио и продуцирао скоро искључиво Тацуноко, док је дизајн машина креирао њен сестрински студио Амонит. Серија је трајала 23 епизоде. Ове три серије деле неке од твораца, а Макрос се спомиње камео појављивања ликова и референцама у касније две серије. Међутим, основне приче су неповезане.
Велики део анимације Јужног крста (уз измењен садржај и дијалоге) је адаптиран изван Јапана као други део Роботека, следивши Макрос сагу и претходивши Новој Генерацији. У овом облику, он се често назива Господари Роботека (као што је био насловљен у стрип адаптацији коју је издао Комико).
Део анимације Јужног крста се такође појавио у отказаном филму Хармони Голда Роботек: Неиспричана прича, која се примарно састојала од анимације оригиналног анимираног видеа Мегазон 23, као и у Роботек II: Чуварима двери. Рециклиране сцене између Клода Леона (Анатолиј Ленард) и Ролфа Емерсона, као и нови снимци различитих Биороид мекова из Јужног крста су се појавили у Чуварима двери. Било је предвиђено да ова отказана телевизијска серија укључи велики део дизајна из претпродукционе фазе Јужног Крста, разна копнена возила (која су се појавила само једном или два пута у Јужном крсту), као и три људске меке која су имала могућност трансформације (Логан, Спартас и Ауроран).

## Позадина
Планету Глорија је открило човечанство у покушају да пронађе ново станиште. Земља у то време није била више погодна за живот због катастрофичног нуклеарног холокауста. Почетне станице су успостављене на Марсу и Јупитеру, а као резултат тога планета Либерти која се налази у звезданом систему Проксима, је колонизована. Следећа планета Глорија је откривена у систему Епсилон Ериданус. Слична величини и условима на Земљи, Глорија још увек има неочекивано негостољубљиву природну средину. Планета има елиптичну орбиту око звезде са периодом кружења од 73 године. 60% површине планете је копно и током зиме је 50 посто од те земље прекривено глечерима. Првобитно је температура планете зими била између -5 и -30 °C. Захваљујући великом тераформирању које је спровела војска, Глорија је успешно претворена у планету погодну за живот на земаљски начин.
Влада Глорије је независна од оне на Либерти, али је савезница те планете. Године 2120. (када почиње прича серије), Глорија је сада полузависна планета у погледу хране и ресурса.
Тема серије је рат између Армије Јужног крста и ванземаљске расе Зор. Зори су некада насељавали Глорију, али су се евакуисали са ње као последица апокалиптичког рата.

### Армија Јужног крста
Ова војна организација је под надлежношћу њеног свог премијера. Јединице су подељене у копнено/поморске и ваздушно-свемирске одреде. Такође постоји и војна полиција и снаге безбедности које су независне, али су директно потчињене Врховном генералштабу. Штабови се налазе у сваком већем граду.
У Армији Јужног крста, свака јединица има специјализовано возило за борбене кампање. Међу њима су:
- Спартас: једноседно ховекрафт-возило које има способност трансформације и који користи искључиво А Тактичко-оклопни корпус. Спартас има могућност да се трансформише у три облика: ховер-тенк, ходајући топ и робота. Модели варирају у зависности од чина особе која управља њиме.
- Логан: летећа јуришна мека која има могућност трансформације и користи је искључиво Тактичко-оклопни свемирски корпус. Мека има два облика: ловац за борбу при великим брзинама и ГЕРВАЛК који је погодан за нападе близу површине. Ловац има могућност да покрива велике раздаљине.
- Сулфид: ловац који користи Тактичко ваздухопловство. Овај ловац се може разликовати по средишњем репу као и вертикалним површинама смештеним на срединама оба крила. Наоружање Сулфида укључује два топа у трупу авиона и четири пакета пројектила.
- Гарм: војна полиција Глорије користи овог робота које је пројектовано искључиво за њу. Јединица је способна да идентификује особу и да води записник о истрази. Њен системи имају приступ војним правилницима да би помогли у одређивању да ли је прекршен закон.
- Саламандер: стратешки корпус користи овог робота као главног борбеног робота за покретљиву тешко наоружану подршку. Руке имају појачан оклоп да би помогли одбијање удараца. Постоје потисници на леђима да би помогли роботу при скакању.

#### Лични оклоп
Сваки војник Армије Јужног крста је опремљен борбеним оделом. Сврха ових одела није само да делују као заштитни оклоп, већ и да побољшају учинак у борби. Свако одело је опремљено да би служило различитим задацима и може бити измењено у зависности од захтева мисије и потреба сваке дивизије или чина. Сва одела су прилагођена потребама појединца, резултујући великом мобилношћу. Неке варијанте оклопа такође имају могућност да служе као полуоклопљена свемирска одела.

### Зори
Зори су раса ванземаљаца који су противници Армији Јужног крста. Зори су бивши становници планете Глорије, али су морали да побегну са ње због апокалиптичног рата. Њихов напредак у биотехнологији превазилазу људски, а оружје које користе звани Биороиди служе као тежак противник јединицама Армије Јужног крста. Они раде у групама од три. Сваки члан групе је одговоран за једну од три функције: информацију, одлуку и акцију. Као целина они представљају моћну претњу, али ако је један члан групе изгубљен, онда они губе своју стабилност и постају неспособни за своју функцију. Према спољашњости, Зори личе на људе, виши и виткији са љубичастим очима, сребрном косом и бледом кожом.
Зори имају симбиотску везу са цвећем које расте на Глорији које се назива Протозор, које као и они постоји у тријумфирату.

### Биороиди
Пошто Зори нису раса која је дична борби, они користе биољуде који делују као војници који служе њиховим интересима. Биољуди су отете особе армија Јужног крста и војске планете Либерти којима су испрани мозогови и који су приморани да управљају мекама које су створили врховни команданти Зора. Најипресивнија могућност Биороид технологије је могућност да пренесу мисли оператора директно меки. Ово побољшава време одзива чинећи покрете Биороида много агилнијим од покрета мека Јужног крста. Укратко, Биороиди су заправо живи са пилотима који делују као њихови умови.
Тактичка предност туђинских снага које служе Зорима има два начина. Једна је да Биороиди служе као супериорнији борац од мекова Јжног крста, а друга је да употреба биољуди делује психолошки када људски војници сазнају да се боре против бивших сабораца.
Током сукоба Зори су креирали многе варијације биороида са циљем прилагођавања променљивим бојним условима на бојишту.

## Главни ликови
- Жан Франсе (Jeanne Fránçaix) је у 17. години постала командант 15. одреда А Тактичко-оклопног корпуса Јужног Крста. Пореклом са планете Либерти, Жана понекад има тенденцију да прати своје срце и да се понаша неодговорно, изазивајући бес својих претпостављених. Њено често занемаривање наређења и правила ју је константно доводе у кућни притвор, где је често смешта поручника Лана Исавија. На срећу, она се увек избори да буде пуштена када је потребно. Жана се заљубила у Зифрита Вајса, али је његова реакција загонетна. Већина серије се врти око Жаниних лудорија са 15. одредом и њеним скоро личним ратом са расом Зора. Лик Жане Франсе је у Роботеку адаптиран у лик Дејне Стерлинг.
- Мари Ејнџел (енгл. Marie Angel) је Жанина сушта супротност. Она је некада била вођа мотоциклистичке банде и такође има склоност за машине. Упркос њеној грубој спољашњости, она још увек има скривена осећања и почиње љубавну везу са Шарлом де Етоаром. Као способан вођа, Мари је често у сукобу са Жаном. Мари предводите своју јединицу у Тактичко-оклопом свемирском корпусу, у којем је такође ас. Лик Мари Ејнџел је у Роботеку адаптиран у лик Мари Кристал.
- Лана Исавија (енгл. Lana Isavia) је трећи главни женски лик у Јужном крсту. У 19. години, Лана је најмлађи војни полицијски официр на Глорији и један је са највишим чином. Лана схвата своје обавезе врло озбиљно и не дозвољава компромисе што се тиче протокола или правила. Њен ривалитет са Жаном се може гледати као играм мачке и миша. На почетку серије, Лана се чини хладнијом и мање привлачна од Мари, али како прича напредује, она се открива више романтичнијом чак и од Жане. Њен војнички тренинг на крају долази у сукоб са њеним осећањима и она је приморана да бира између своје у дужности у Армији Јужног крста и свог пријатељства са 15. одредом. Она је полако почела да развија осећања према пилоту Тактичко-оклопног свемирског корпуса Р. Брауном са којим ће касније ступити у везу. Лик Лане Исаије је у Роботеку адаптиран у лик Нове Сатори.

### Остали ликови
- Боуи Емерсон (енгл. Bowie Emerson) је редов прве класе додељен 15. одреду у 16. години. Због очевог утицаја, он је био под притиском да ступи у војску, иако је пацифиста који је више заинтересован за компоновање музике него за борбу. Лик Боуија Емерсона је у Роботеку адаптиран у лик Боуија Гранта.
- Андреј Славски (енгл. Andrzej Slawski) је наредник у 15. одреду који повремено делује као вођа у одсуству вишег официра. Служио је више него било ко у 15. одреду, али има проблем да прихвати новог женског команданта Жану. Лика Андреја Славског је у Роботеку адаптиран у лик Анђела Дантеа.
- Луи Дикас (енгл. Louis Ducasse) је експерт за машине и кућни геније. Луис је повучена особа све док не дође до тема које се односе на мекове. Његова стручност је корисна када се процењује и анализира претња од Биороида. Лик Луиса Дукаса је у Роботеку адаптиран у лик Луија Николса.
- Шарл де Етоар (енгл. Charles de Etouard) је бивши командант 15. одреда све до љубавне везе са ћерком старијег официра због које је ражалован у чин редова. Шарл је стални женскарош који на крају завршава са Мари. Лик Шарла де Етоара је у Роботеку адаптиран у лик Шона Филипса
- Заифрит Вајсе (Seifriet Weiße) је људски пилот кога су заробили Зори и коме су испрали мозак да би постао њихов шпијун. Њега је заробила Лана, и био је под полицијским испитивањем због своје везе са Зорима. Његов људски ује почео да се сукобљава са испирањем Зора и скоро је полудео. Али уместо да буде ментално сломљен, одлучио је да се освети Зорима због насиљем над његовим мозгом. Лик Зифрита Вајса је у Роботеку адаптиран у лик Зора.
- Р. Браун (R. Brown) је поручник у Тактичко-оклопном свемирском корпусу. Лана је импресионирана Брауновим осећајем поштења, оптимизма и дужности и заљубила се у њега. Њих двоје су на крају постали пар. Лик Р. Брауна је у Роботеку адаптиран у лик Дениса Брауна.
- Клод Леон (енгл. Claude Leon) је врховни командант Армије Јужног крста. Као мегаломанијак који је одлучан да збрише Зоре по сваку цену, почео је да предузима екстремне мере да би осигурао победу. Његову политику је жестоко критиковао генерал Емерсон. Лик Клода Леона је у Роботеку адаптиран у лик Анатолија Ленарда.
- Ролф Емерсон (енгл. Rolf Emerson) је Боуијев отац и повремено Жанин заштиник. Он је главни критичар генерала Леона, али слуша његова наређења. Његови тактички маневри током битки са Зорима су виђени као иноватнивни и генијални. У Роботек адаптацији, Ролф Емерсон није Боуијев отац, већ кум.

## Занимљивости
- Да би приказали како се радња Господара Роботека одвија на Земљи, аниматори Хармони Голда су морали да уклоне други месец са неба који је пригазан у оригиналном Јужном крсту. Пошто је ово било неколико година пре дигиталног уређивања, комплексне машине су наводно биле укључене у овај процес.
- Од свих серија које чине Роботек, Јужни крст је највише промењен да би деловао као мост између Макроса и Моспеаде.